# Svarttjärnen (Kalls socken, Jämtland, 705221-136734)
Svarttjärnen är en sjö i Åre kommun i Jämtland och ingår i Indalsälvens huvudavrinningsområde. Sjöns area är 0,028 kvadratkilometer och den befinner sig 579 meter över havet.